# Bobbes

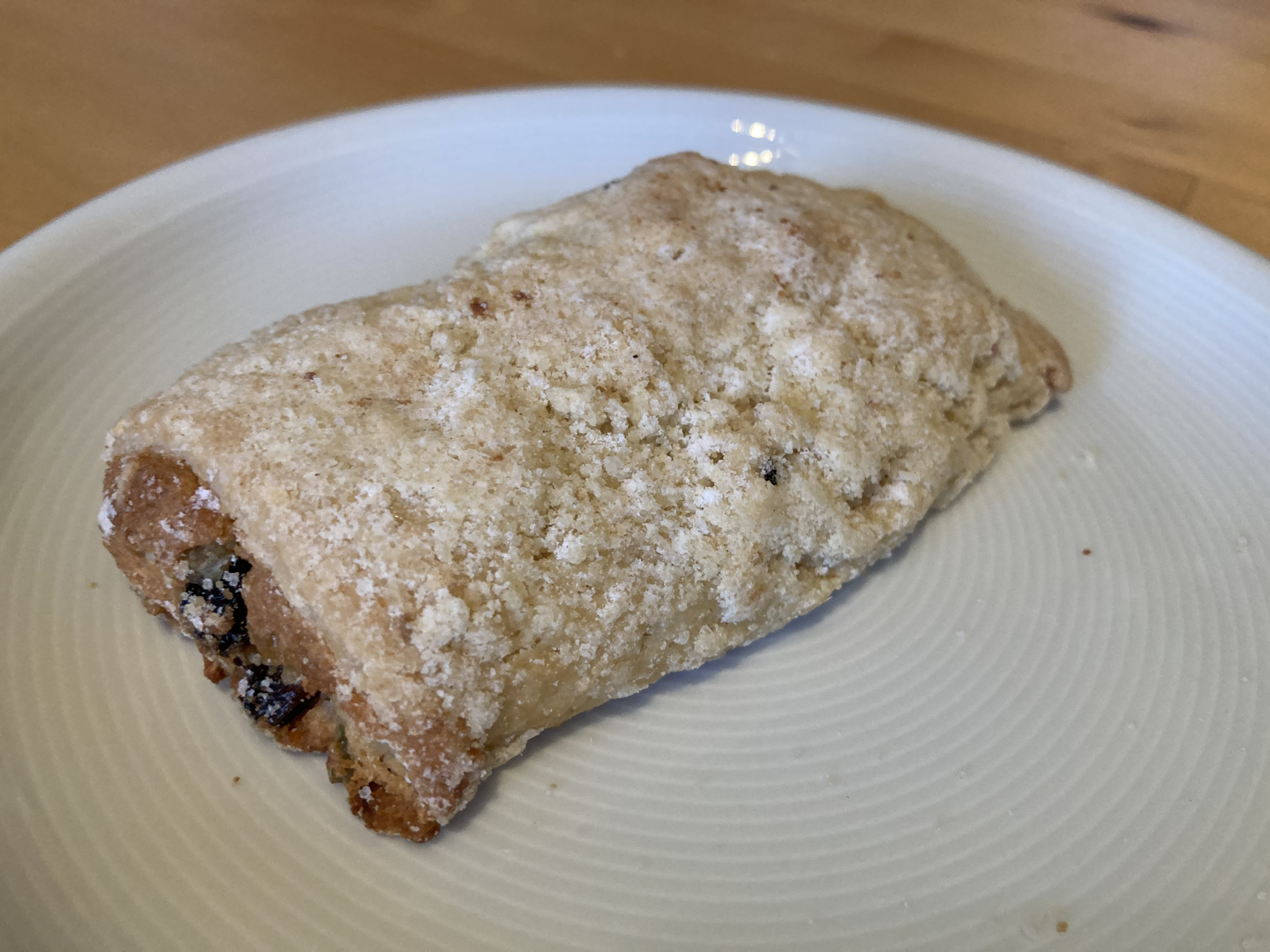
Bobbes mit Rosinen

Ein Bobbes (auch Berliner Bobbes oder Mainzer Bobbes) ist eine feine Backware aus ausgerolltem Mürbeteig oder Hefefeinteig, die mit Massen aus Ölsamen oder Früchten gefüllt ist. Meistens werden sie mit Streuseln bedeckt und mit Puderzucker bestäubt. Teilweise werden auch noch weitere Zutaten verwendet. 
Zum Ursprung des Namens „Bobbes“ ist bisher nichts Genaueres bekannt. Er wird z. T. „Berliner Bobbes“ genannt, ist aber zum Beispiel auch in Köln, Süddeutschland (um Freiburg) und rund um Hannover gängig.
Dagegen ist der Bobbes in Franken wie auch im Raum Frankfurt am Main bis in die Pfalz der Hintern (verniedlichend) – meist eines Kindes.